# Donald Tusk
Donald Franciszek Tusk (AFI: [ˈdɔnalt fraɲˈt͡ɕiʂɛk ˈtusk] · ; Danzica, 22 aprile 1957) è un politico polacco, presidente del Consiglio della Polonia dal 13 dicembre 2023. Ha ricoperto la medesima carica dal 2007 al 2014.
Precedentemente, è stato presidente del Consiglio europeo dal 2014 al 2019 e, ancora, primo ministro della Polonia dal 2007 al 2014. È attualmente presidente del partito Piattaforma Civica (in polacco Platforma Obywatelska, PO), di cui è anche cofondatore (2001), dopo esserlo già stato dal 2003 al 2014. Nel 2011 ha ottenuto un secondo mandato come primo ministro ed è diventato il primo primo ministro polacco uscente a essere riconfermato nell'incarico dal 1989. È stato rieletto per la terza volta l'11 dicembre 2023.
Il 30 agosto 2014, il Consiglio europeo lo ha eletto a succedere a Herman Van Rompuy come suo presidente; il suo nuovo incarico ha avuto inizio il 1º dicembre 2014. Il 9 marzo 2017 il Consiglio europeo lo ha rieletto fino al termine della legislatura. Il 21 novembre 2019 è stato eletto presidente del Partito Popolare Europeo.

## Biografia
Tusk nasce e cresce a Danzica, nel nord del Paese. Suo padre è Donald Tusk Sr. svolgeva la professione di carpentiere, mentre la madre Ewa Dawidowska era un'infermiera. Suo nonno paterno svolgeva la professione di liutaio e impiegato delle ferrovie, e fu imprigionato nel campo di concentramento di Neuengamme tra il 1942 e il 1944.
Donald Tusk appartiene alla minoranza slava dei casciubi, prevalentemente concentrata nella zona di Danzica, sua città natale. Si è diplomato alla Scuola Superiore Mikołaj Kopernik (Niccolò Copernico) a Danzica nel 1976. Si è poi iscritto come studente di storia all'Università di Danzica, dove si è laureato nel 1980 con una tesi su Józef Piłsudski. All'università ha conosciuto la moglie Małgorzata, con la quale ha avuto due figli.

## Carriera politica
La posizione politica di Tusk combina l'atlantismo, l'europeismo, un deciso sostegno all'economia di mercato, il liberalismo e un moderato conservatorismo.

### Attività di opposizione nella Repubblica Popolare Polacca
Sin da giovane, Tusk fece ingresso nell'attività di opposizione contro il comunismo della Repubblica Popolare Polacca. Come studente di storia all'Università di Danzica partecipò alla creazione del comitato studentesco di Solidarność, che fu fondato come reazione all'assassinio di Stanisław Pyjas da parte del Servizio di Sicurezza (la polizia segreta comunista) a Cracovia. Cooperò anche con Bogdan Borusewicz, uno dei leader di Solidarność. Fu il fondatore e uno dei primi capi dell'Associazione Studentesca Indipendente Polacca (poi NZS); diversi mesi dopo divenne capo di Solidarność alla Casa Editoriale Sea. Tusk si unì a Maciej Plazynski, collaborando con lui per sette anni.

### Attività politica dopo la caduta del comunismo
Donald Tusk fu uno dei fondatori del Congresso Liberal-Democratico (Kongres Liberalno-Demokratyczny). Nel 1991 divenne ppresidente del KLD, che alle elezioni autunnali ottenne 37 mandati alla camera bassa. Tusk divenne un membro del Parlamento. Durante una crisi di governo nel 1992, quando il ministro degli affari interni Antoni Macierewicz rese pubbliche le collaborazioni segrete di Służba Bezpieczeństwa, Tusk sostenne un voto di sfiducia contro il governo di Olszewski. Il suo partito, insieme ad altri sette, nominò Hanna Suchocka alla carica di primo ministro della Polonia.
Dopo la caduta del governo della Suchocka nel 1993, il suo partito non raggiunse la soglia del 5% necessaria per accedere al Parlamento. Nell'aprile 1994 Tusk divenne uno dei vice-presidenti dell'Unione della Libertà (Unia Wolnosci), formata dall'unione del KLD con l'Unione Democratica. Divenne senatore nel 1997 e sostenne la coalizione di Jerzy Buzek. Nel 2000, dopo aver perduto la presidenza dell'Unione della Libertà contro Bronisław Geremek, si dimise dal partito.
Il 24 gennaio 2001, insieme a Andrzej Olechowski e Maciej Płażyński, fondò la Piattaforma Civica (Platforma Obywatelska). Plazynski divenne presidente del partito; il 1º giugno 2003 Tusk assunse la carica di presidente del partito, che detiene ancora oggi.
Nel 2001 PO ottenne 65 mandati alla camera bassa, divenendo il maggiore partito di opposizione. Donald Tusk ha rappresentato le circoscrizioni di Gdynia-Słupsk (2001-2005) e Danzica (2005-2007). Tusk è stato uno dei molti vice-presidenti del Sejm (dal 2001 al 2005), la camera bassa del Parlamento polacco.
Fu il candidato di Piattaforma Civica in occasione delle elezioni presidenziali del 2005; fu sconfitto al secondo turno (a 54% contro 46%) da Lech Kaczyński.

### Primo ministro

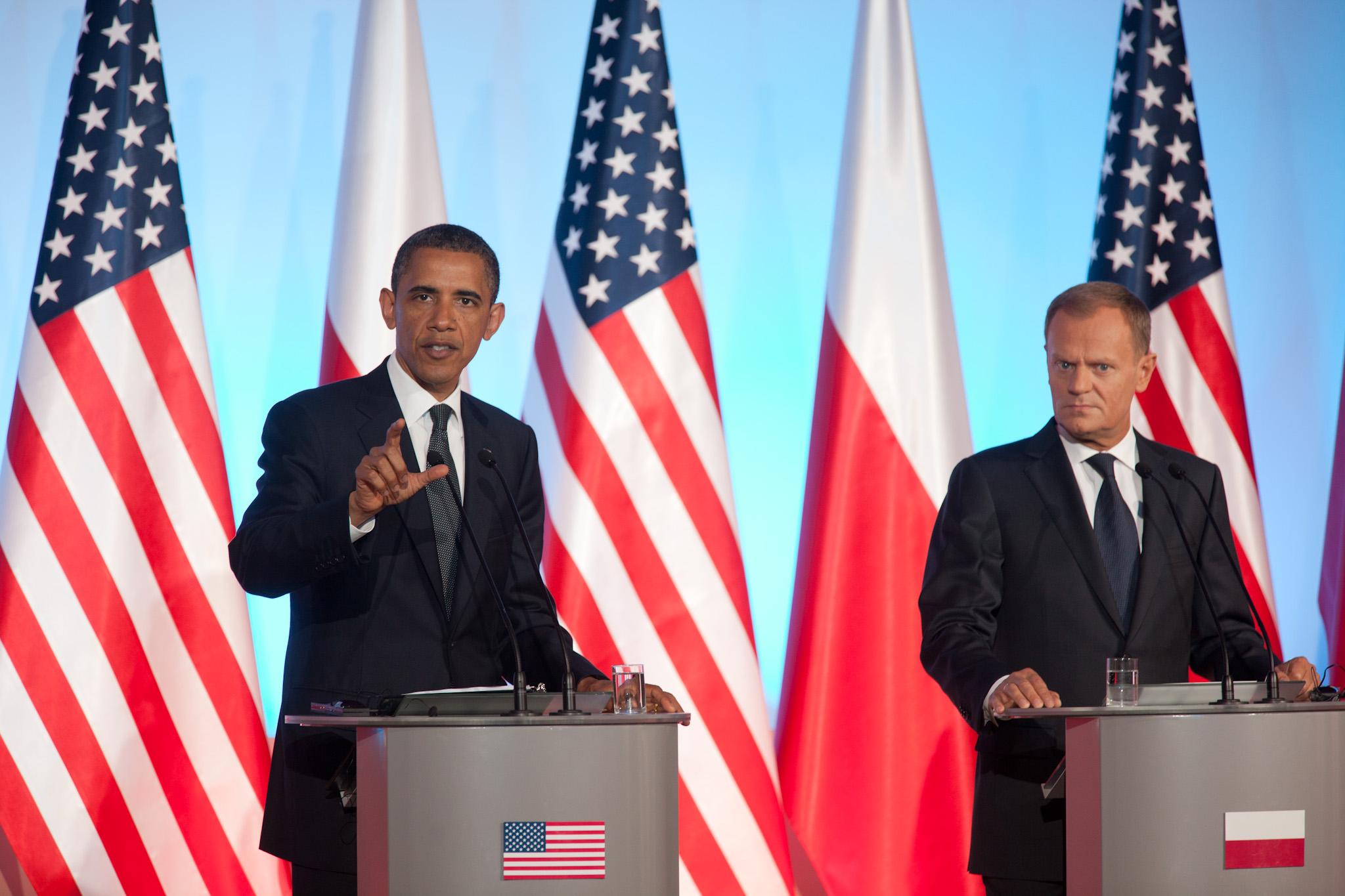
Donald Tusk con il Presidente degli Stati Uniti Barack Obama nel 2011

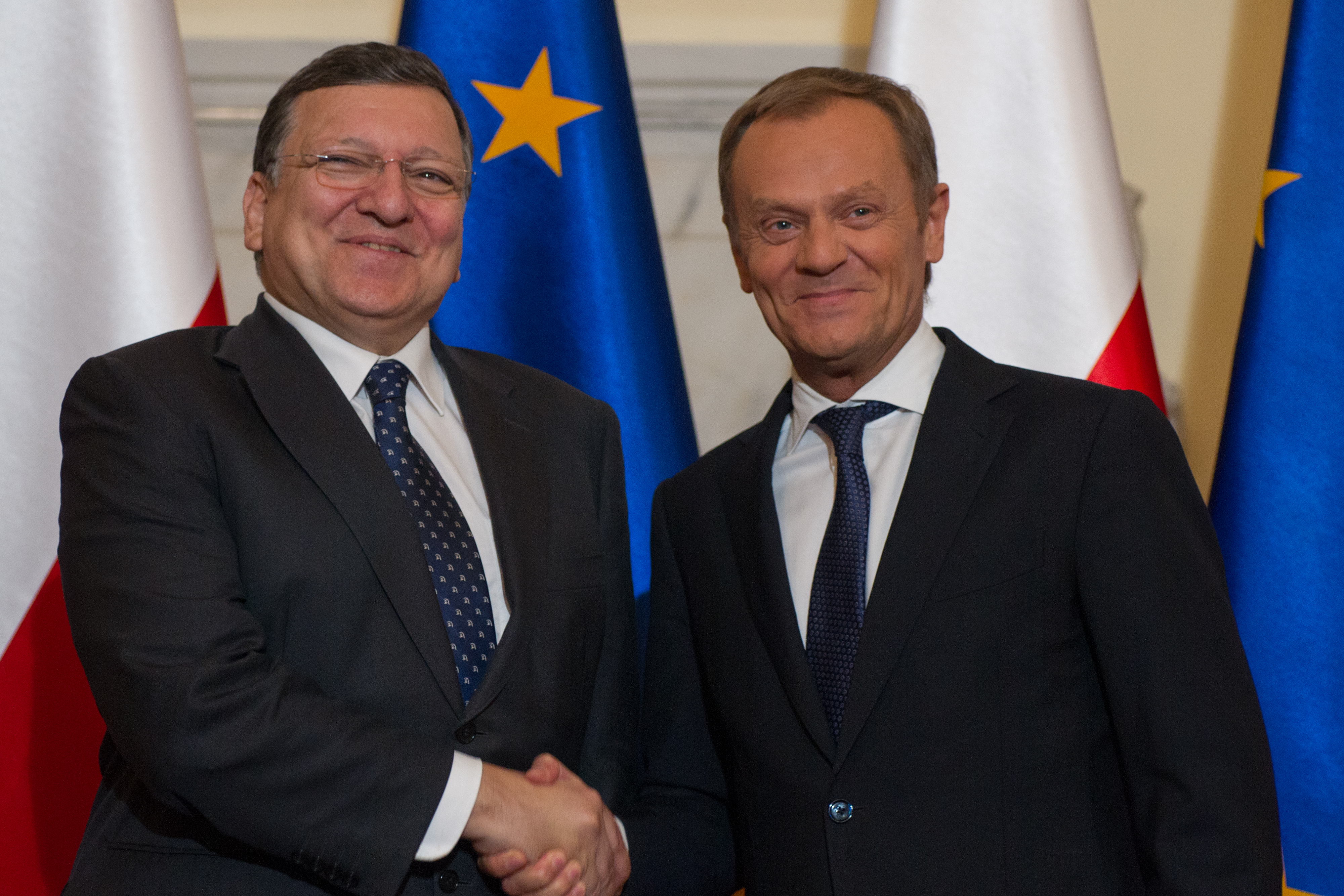
Donald Tusk con il presidente della Commissione europea José Manuel Barroso nel 2014

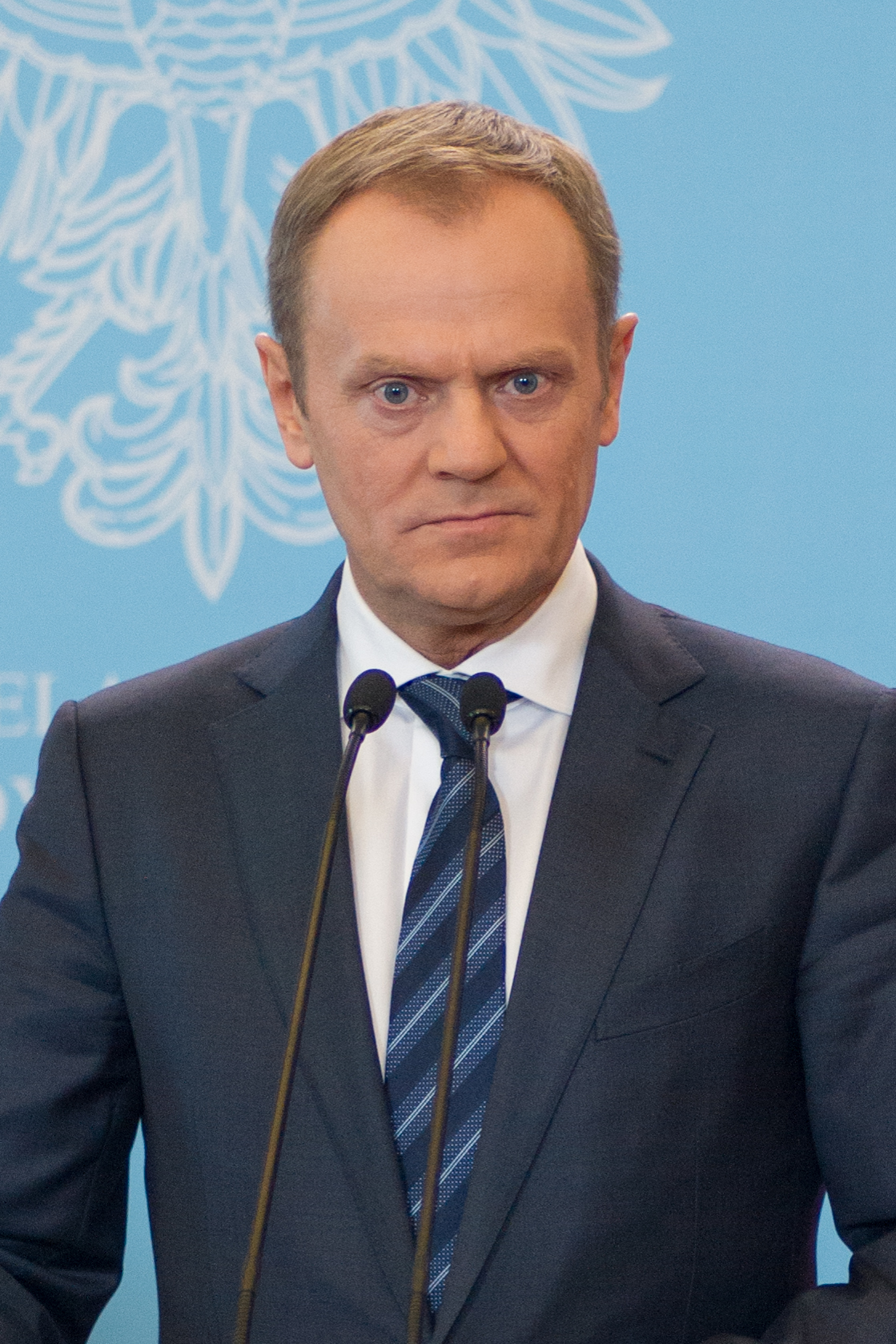
Donald Tusk nel 2014.

Alle elezioni parlamentari del 2007 ottenne più di 534.000 voti nel collegio di Varsavia, che rappresentano il miglior risultato individuale della storia elettorale della Terza Repubblica polacca. La sua Piattaforma Civica vinse le elezioni con il 41% dei voti. Tusk fu designato ufficialmente come Primo Ministro il 9 novembre e assunse effettivamente la carica il 16 novembre. Il suo governo ottenne la fiducia parlamentare al Sejm il 24 novembre 2007.
Il 10 ottobre 2011 Tusk ha ottenuto un secondo mandato a seguito delle elezioni parlamentari del 2011. Si è trattato dell'unico caso di riconferma di un primo ministro uscente in Polonia dopo il 1989.
Dal 1º luglio al 31 dicembre 2011 il governo Tusk ha presieduto il Consiglio dell'Unione europea. È stato il primo governo polacco a ricoprire la presidenza semestrale del Consiglio. Il bilancio della presidenza in sé è stato ritenuto discreto dagli osservatori, nonostante le gravi difficoltà vissute dall'Unione europea durante il suo svolgimento.

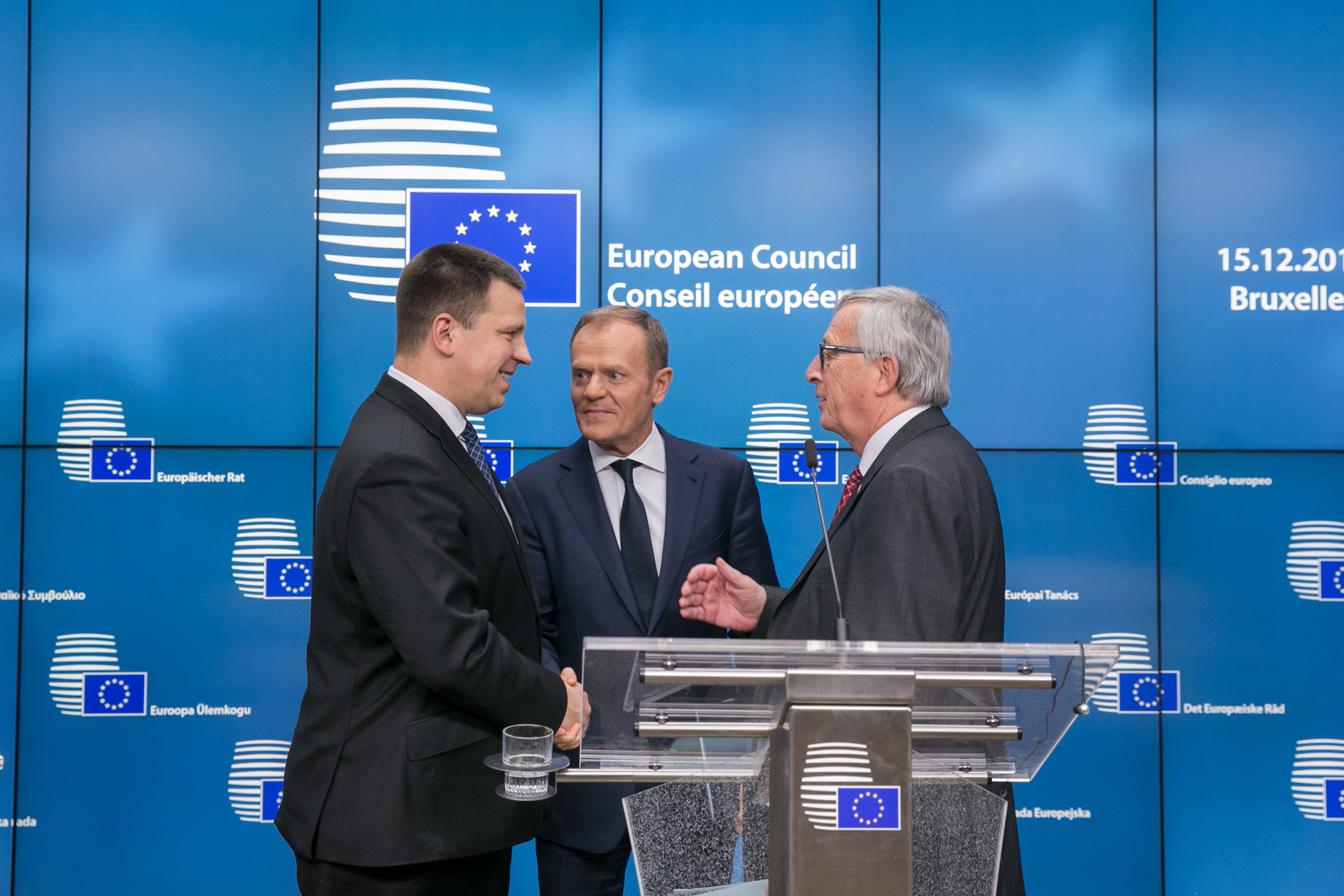
Donald Tusk in una conferenza stampa, a seguito di un Consiglio Europeo, con Jean-Claude Juncker.

### Presidente del Consiglio europeo
Il 30 agosto 2014 il Consiglio europeo lo ha eletto a succedere a Herman Van Rompuy come suo presidente e come presidente del Vertice euro; ha assunto entrambi gli incarichi a partire dal 1º dicembre 2014. Il 9 marzo 2017 è stato riconfermato per un altro mandato di due anni e mezzo.
Il 2 luglio 2019 annuncia che il Consiglio europeo designa Ursula von der Leyen come presidente della Commissione europea.

### Ritorno in patria e vittoria elettorale
Il 3 luglio del 2021 ha ripreso la guida del suo partito Piattaforma Civica in Polonia, in vista della campagna elettorale per le elezioni del 2023, dichiarando "Sono tornato per sconfiggere il male provocato alla Polonia dal governo di Jarosław Kaczyński".
Il 15 ottobre 2023 vince le elezioni in Polonia con la sua coalizione: il partito Diritto e Giustizia, pur confermandosi primo partito, non ha la maggioranza necessaria da formare un governo. Questa vittoria lo può riportare al governo e fargli formare un nuovo esecutivo.
Questo nonostante il partito nazionalista "Diritto e Giustizia" (Pis) guidato da Jaroslaw Kaczynski sia arrivato primo, con il 35,38% dei voti, seguito dall'alleanza elettorale europeista "Coalizione Civica" (Ko) di Tusk, che ha ottenuto il 30,70%.
L'alleanza di centro "Terza Via" ha ottenuto il 14,40% mentre il partito social-democratico "Nuova Sinistra", altro partner di Tusk, l'8,61%.
L'11 dicembre, dopo che il Sejm ha sfiduciato il terzo esecutivo di Morawiecki, Tusk è stato rieletto Primo ministro con 248 voti.

## Vita privata
Donald Tusk ha sposato Małgorzata Sochacka nel 1978. Hanno due figli: un figlio, Michał e una figlia, Katarzyna.
Tusk appartiene alla minoranza casciuba in Polonia. In un'intervista al quotidiano israeliano Haaretz nel dicembre 2008, Tusk ha paragonato la propria storia familiare all'esperienza ebraica, descrivendo la minoranza kashubiana come un popolo che, "come gli ebrei, sono nati e vivono in zone di confine e sono sospettati da parte dei nazisti e dei comunisti di essere sleali".
Il 12 dicembre 2019, Tusk ha pubblicato il suo libro di memorie Szczerze ("Onestamente"), basato sul suo mandato quinquennale come presidente del Consiglio europeo, che è diventato un bestseller in Polonia.